# Mastro Adamo
Mastro Adamo (Firenze, ... – 1281) fu un falsario del fiorino di Firenze, citato da Dante Alighieri nella Divina Commedia (Inferno XXX, vv. 46-90).

## Biografia
Dante lo incontra nella bolgia dei falsari, mentre si lamenta della sete incessante che lo tormenta affetto dall'idropisia che gli deforma il corpo gonfiandogli la pancia a dismisura. Quando il dannato gli si presenta, egli ricorda come visse nel Casentino presso Romena, dove i Conti Guidi (Guido, Alessandro e Aghinolfo) lo spinsero a falsificare la moneta fiorentina, togliendo tre dei ventiquattro carati d'oro da ciascuna moneta e sostituendoli con metalli vili.
Da questi elementi alcuni studiosi hanno rintracciato documenti di un certo Maestro Adamo inglese, forse già stabilitosi a Brescia (secondo i commentatori antichi della Commedia) e documentato a Bologna nel 1270, dove forse si trovava per studio (infatti l'appellativo Maestro presupponeva un titolo accademico). Nel 1277 veniva descritto come familiare comitum de Romena.
Una volta catturato dalla signoria fiorentina fu arso vivo per il suo reato nel 1281. Gli storici mettono in dubbio l'ipotesi, per altro suggestiva, che il fatto abbia dato il nome al paesino Omomorto, nel Casentino, che è un toponimo usato anche in altri luoghi dell'appennino Tosco-romagnolo.
Il ritratto che ne fa Dante è tra i più eterogenei dell'Inferno, con emozioni che vanno dal grottesco al melanconico, dagli echi biblici al patetico, al più basso stile comico-realistico della zuffa con il greco Sinone, per la quale Dante viene rimproverato da Virgilio per l'aver trovato divertimento a fermarsi ad osservare uno spettacolo così basso e volgare.